# Алтсхаузен
Алтсхаузен (њем. Altshausen) општина је у њемачкој савезној држави Баден-Виртемберг. Једно је од 39 општинских средишта округа Равенсбург. Према процјени из 2010. у општини је живјело 4.699 становника. Посједује регионалну шифру (AGS) 8436005.

## Географија
Алтсхаузен се налази у савезној држави Баден-Виртемберг у округу Равенсбург. Општина се налази на надморској висини од 594 метра. Површина општине износи 20,5 km².

## Становништво
У самом мјесту је, према процјени из 2010. године, живјело 4.699 становника. Просјечна густина становништва износи 229 становника/km².

## Међународна сарадња
| Мјесто | Држава    | Врста сарадње | Од    |
| ------ | --------- | ------------- | ----- |
|        | Француска | партнерство   | 2009. |
| Бичке  | Мађарска  | партнерство   | 1995. |
| Извор  |           |               |       |